# Frascati (stacja kolejowa)
Frascati (wł. Stazione di Frascati) – stacja kolejowa w Frascati, w regionie Lacjum, we Włoszech. Znajdują się tu 2 perony. Jest stacją końcową linii z Rzymu i linii FR4. Według klasyfikacji RFI ma kategorię srebrną.